# Richard Hächler

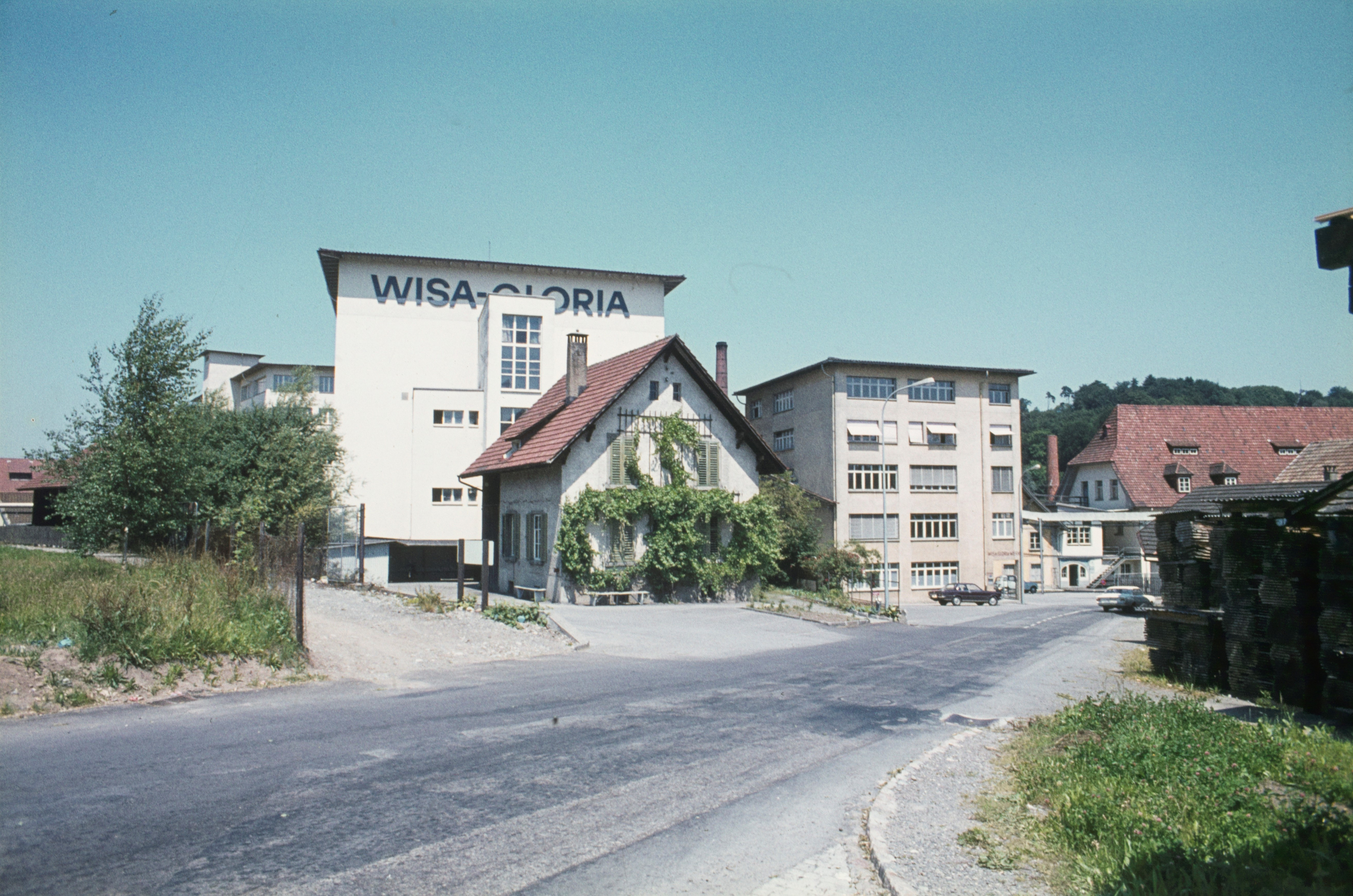
Wisa-Gloria-Werke (1974)

Richard Hächler (* 8. Februar 1897 in Lenzburg; † 22. März 1966 in Aarau) war ein Schweizer Architekt.

## Leben und Werk
Der Sohn eines Schreinermeisters erlangte 1917 die Maturität an der Kantonsschule Aarau; während der Gymnasialzeit hatte er bereits eine anderthalbjährige Maurerlehre absolviert. Sein Studium an der ETH Zürich beendete er 1921 mit dem Diplom bei Karl Moser. Im folgenden Jahr war er zum Auslandsaufenthalt in den Niederlanden, zwar weiss man nicht, bei wem er arbeitete, aber er war wohl zusammen mit Hans Hofmann, Hans Schmidt und anderen unterwegs. Bereits 1922 kehrte er wegen eines Bauauftrags ins heimatliche Lenzburg zurück, eröffnete 1929 ein weiteres Büro in Aarau und 1949 zusammen mit Ernst Pfeiffer in Zürich.
Hächler, der dem Neuen Bauen verpflichtet war, verlor durch sein Beharren auf modernen Stilelementen zunächst öffentliche Bauaufträge, namentlich die Bezirksschulen in Baden und Lenzburg. So wurden nach dem Bau einer Reihe von Einfamilienhäusern als erste grössere Gebäude die Fabriken der Wisa-Gloria-Werke in Lenzburg und Bruggisser in Wohlen publiziert. Er baute dann mehrere Schulen, Spitalbauten in Aarau und Zofingen, weitere Industrie- und Silobauten sowie Wohnbauten, etwa für den Bau- und Holzarbeiterverband.

## Werkauswahl
- Haus im Zelgli, Aarau 1926
- Schulhaus, Niederlenz 1927
- Pension Habsburg, Schinznach Bad 1928/29
- Hellmühle, Silos, Wildegg 1929, ergänzt 1940
- Wisa-Gloria-Werke, Lenzburg 1930, aufgestockt 1943
- Bezirksspital, Zofingen 1944
- Augenklinik, Kantonsspital Aarau, 1944
- Heimatmuseum, Erweiterung, Aarau 1945
- Bezirksschule, Rheinfelden 1949
- Druckerei Trüb, Aarau 1959
- Hero Conserven, verschiedene Erweiterungsbauten, Lenzburg
- Schweizerische Leinenindustrie, Niederlenz, o. J.
- Disch und Söhne, Othmarsinge,n o. J.
- Kunath Futtermittel, Aarau, o. J.
- Flugplatz Birrfeld, o. J.